# مالویکا نایر
مالویکا نایر (انگلیسی: Malvika Nair) بازیگر هندی است که در فیلمهای به زبان تلوگو و مالایالم ظاهر می‌شود. از جمله کارهای قابل توجه او، پروانه سیاه (۲۰۱۳) و کوکو (۲۰۱۴) است. 

## دوران ابتدایی زندگی
مالویکا نایر در دهلی به دنیا آمد. خانواده او کمی بعد به کرالا نقل مکان کردند، قبل از بازگشت دوباره اش به دهلی نو، جایی که او تحصیلاتش را در دی ای وی شریشتا ویهار ادامه داد، در مدرسه عمومی توک-اچ در ویتیلا، کوچی حضور یافت. از نوامبر ۲۰۱۸، او فارغ‌التحصیل کالج زنان سنت فرانسیس در بگومپت، حیدرآباد است.

## فیلم‌شناسی
| سال  | نام فیلم                       | نقش                 | زبان     | نکات         | مرجع.  |
| ---- | ------------------------------ | ------------------- | -------- | ------------ | ------ |
| ۲۰۱۲ | هتل استاد                      | هوری                | مالایالم |              | [ ۵ ]  |
| ۲۰۱۲ | سواحل تازه                     | مینیکوتی            | مالایالم |              |        |
| ۲۰۱۳ | پروانه سیاه                    | رینا                | مالایالم |              | [ ۶ ]  |
| ۲۰۱۴ | تاس                            | کانی                | مالایالم |              | [ ۷ ]  |
| ۲۰۱۴ | کوکو                           | سودهانتیراکودی      | تامیل    |              | [ ۸ ]  |
| ۲۰۱۵ | سوبرامانیام کیست؟              | آناندهی             | تلوگو    |              | [ ۹ ]  |
| ۲۰۱۶ | عظمت ازدواج                    | دیویا               | تلوگو    |              | [ ۱۰ ] |
| ۲۰۱۸ | بازیگر بزرگ                    | الاملو گمینی گانسان | تلوگو    |              | [ ۱۱ ] |
| ۲۰۱۸ | راننده تاکسی                   | سیسیرا بهارادواج    | تلوگو    |              | [ ۱۱ ] |
| ۲۰۱۹ | من سایه‌ای هستم که رهایت نمی‌کند | دانشجوی راونشناسی   | تلوگو    | حضور افتخاری | [ ۱۲ ] |
| ۲۰۲۲ | متشکرم                         | پرواتی «پارو»       | تلوگو    |              | [ ۱۳ ] |